# Подсчёт голосов

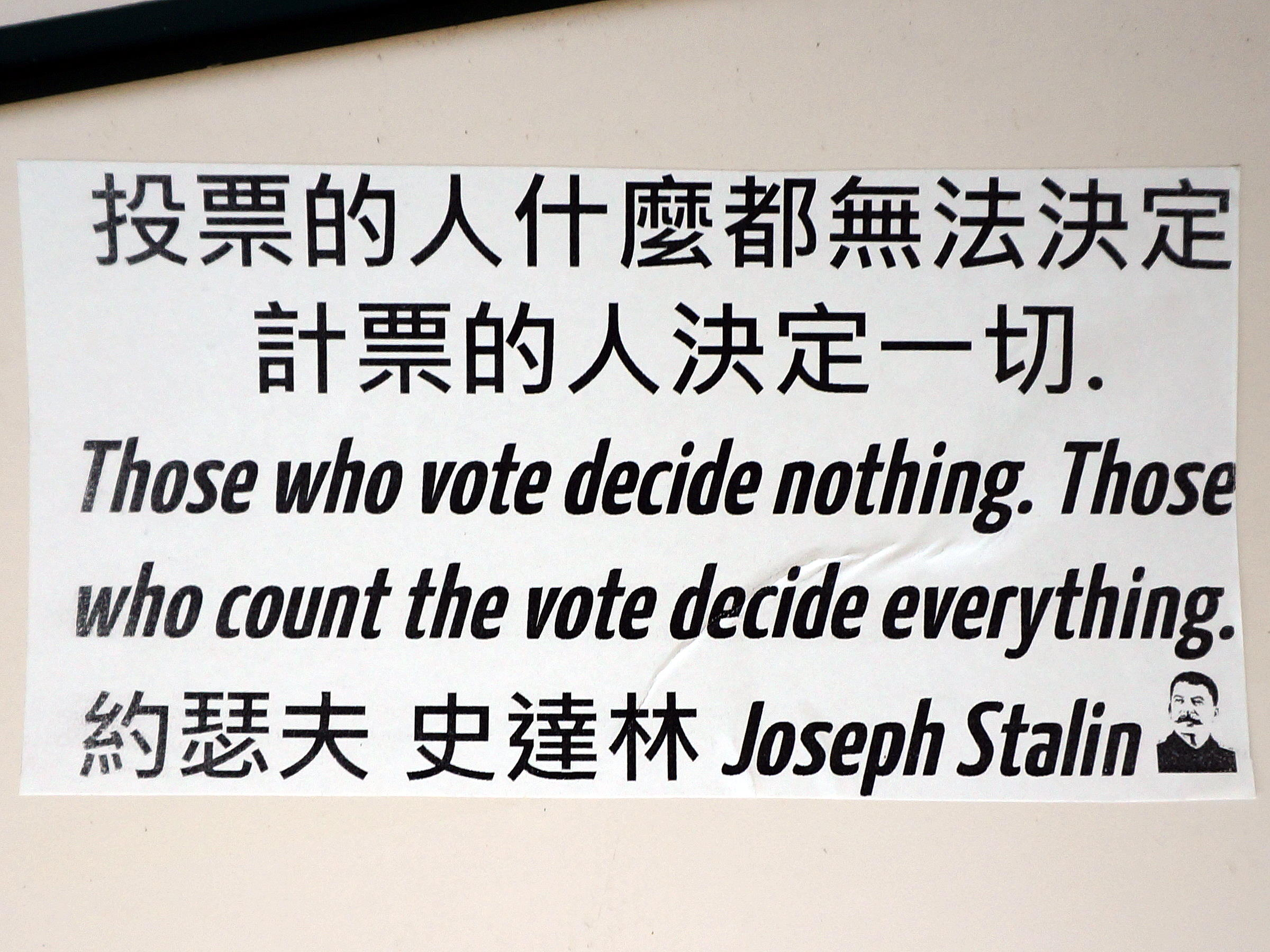
«Я считаю, что совершенно неважно, кто и как будет в партии голосовать; но вот что чрезвычайно важно, это — кто и как будет считать голоса». И. В. Сталин о важности подсчёта голосов.

Существуют различные методы, с помощью которых осуществляется подсчёт поданных избирательных бюллетеней на выборах.
Способы подсчёта разнятся в зависимости от избирательной системы, необходимости установления одного или нескольких победителей.

## Ручной подсчет
Ручной подсчет голосов предполагает наличие материального избирательного бюллетеня, который наглядно отражает волеизъявление избирателя.
После прочтения и интерпретации информации, содержащейся в бюллетенях (то есть непосредственном подсчёте голосов), результаты сводятся в таблицу (протокол).
Такая система может использоваться для пересчетов в областях, где используется система механического или автоматизированного подсчета.

## Автоматизированный подсчёт

### Подсчёт с помощью электромеханического и оптического сканирования
Бумажные избирательные бюллетени (обычно в виде перфокарт) собираются и подаются в машину для подсчёта голосов, чтобы установить общие итоги голосования. Возможен подсчёт как отдельных бюллетеней, так и их пачек.

### Подсчёт голосов с помощью механического самописца
Избиратели отдают свой голос при помощи рубильников (рычагов), вставляя пластмассовый чип (сим-карту) в отверстия или нажимая на механические кнопки, тем самым увеличивая показатели соответствующего кандидата на механическом счётчике (иногда называемом одометром).

### Подсчёт голосов с помощью электронного самописца
Данные голосования и изображения избирательных бюллетеней записываются в компонентах памяти. Подсчёт данных по голосованию хранится в сменном компоненте памяти и как напечатанная копия.